# Katarinina palača
Katarinina palača (rusko Екатерининский дворец, Jekaterininskij dvorec) je rokokojska palača v kompleksu Carsko selo, 30 km južno od Sankt Peterburga, Rusija. To je bila poletna rezidenca ruskih carjev.

## Zgodovina
Po veliki severni vojni je Rusija obnovila kmetijo, imenovano Saari Mojs ('visoko mesto') ali Sarskaja Miza, ki je stala na vzpetini visoki 65 m. Leta 1710 je Peter Veliki dal posestvo svoji ženi Katarini I., katere vas se je sprva imenovala Sarskoje Selo, nato pa končno Csarsko selo ('carjeva vas'). Kamnita palača Katarine I., ki jo je oblikoval Johann Friedrich Braunstein in jo zgradil Johann Ferster, je leta 1723 zamenjala prvotno leseno hišo. To je bila dvonadstropna šestnajst sobna stavba, z državnimi prostori zaključenimi v poliranem alabastru, zgornje pa z gobelinskimi tapiserijami. Na jugovzhodnem delu posestva je bil vrt, ki ga je zasnoval Jan Roosen, s terasami, kamnitimi stopnišči, parterji, pergolami, špalirji in ribniki, na nasprotni strani posestva pa je bila menažerija ali zverinjak.
Med vladanjem hčere Petra Velikega, carice Elizabete, je Mihail Zemcov zasnoval novo palačo, delo pa se je začelo leta 1744. Leta 1745 je Zemcovov učenec Andrej Kvasov, ki je sodeloval s Savvo Čevakinskim, razširil palačo na 300 m. pridobili so Srednjo hišo, dve stranski krili, kapelo in dvorano Konservatorija, ki so bile vse povezane s štirimi galerijami z visečimi vrtovi. Potem se je Bartolomeo Rastrelli leta 1751 lotil večje obnove, saj je združil več zgradb in dal palači svoje značilne snežno bele stebre, nebesno modre stene, pozlačene štukature, kupole in skulpture, za katere je bilo potrebnih skoraj 100 kg zlata. Rastrellijeva notranjost je temeljila na baročnem slogu. Kipar Johann Franz Dunker, mojster pozlate Leprince in slikar Giuseppe Valeriani so bili nekateri ugledni umetniki, ki so delali v palači. Druge pomembne sobe so bile Kitajska soba s porcelanastimi in lakiranimi ploščicami Coromandel, Portretna dvorana, Galerija svetlobe in Jantarna soba z jantarnimi ploščami Andreasa Schlüterja, medtem ko je bilo 5 preddverij povezanih z veliko dvorano, ki je merila 860 kvadratnih metrov. Gradnja se je končala leta 1756, ko je palača obsegala 40 državnih stanovanj in več kot 100 zasebnih in službenih prostorov. Dodan je bil nov vrt, stari vrt pa je bil izboljšan s poglabljanjem velikega ribnika, povezanega z izviri, oddaljenimi 6 km, z dodajanjem tobogana, pa tudi s paviljoni Ermitaž, Jama, Otok in Mon Bijou.
Baročna arhitektura se je umaknila neoklasicistični arhitektur v 1770-ih, ko je Carsko selo postal poletna rezidenca dvora Katarine Velike. Jurij Velten je preoblikoval južno pročelje palače, stranska krila pa so iz enonadstropnih spremenili v štirinadstropne prizidke Zubov in kapela. Glavno stopnišče so nadomestili državni in zasebni prostori, na primer Kitajska soba, okrašena z vzorci Charlesa Camerona in novo stopnišče, zgrajeno v središču, kjer je stala Kitajska soba. Cameronova notranja zasnova iz leta 1780 je vključevala Arabeskno sobo z arabesko poslikanim stropom, stenami in vrati, grški in rimski klasični motivi pa so bili uporabljeni na stenskih navpičnih ploščah. Cameronova Levja soba je imela na stenah francosko zlato rumeno svilo, medtem ko so bila vrata, peči in plošče iz lapis lazuli iz Bajkalskega jezera. Caricina spalnica je uporabila Wedgwoodove jaspisne bas reliefe, ki sta jih oblikovala John Flaxman in George Stubbs. Modra soba ali Snuff-box je imela na stene vdelano belo in svetlo modro steklo. Giacomo Quarenghi je leta 1789 zasnoval sobo Ogledal in Srebrno sobo, Rastrellijevi  viseči vrtovi pa so bili leta 1773 porušeni.
Glavni načrt Vasilija Nejolova za Carsko selo iz leta 1768, je leta 1771 detajliral in izvedel Johann Busch. Antonio Rinaldi je v spomin na rusko-turško vojno (1768-1774) dodal stolp Česma, stolp Morea in obelisk Kagul. Nejolovi gotski spomeniki so vključevali Admiraliteto, Ermitaž kuhinjo in Rdeče (turške) kaskade, njegovi kitajski motivi pa so vključevali Škripajočo pagodo in Veliki Caprice. Nejolovi spomeniki zgodnjega klasicizma so vključevali zgornje in spodnje kopališče. Nejolov je 1778–79 zgradil Opero. V 1780-ih je Cameron dodal terme kot del grško-rimske rapsodije Katarine Velike in začel graditi Kitajsko vas. Quarenghi je na otoku Zgornji ribnik dodal glasbeni paviljon in tempelj Cerere. Poleg Koncertne dvorane je bila dodana še njegova kuhinjska ruševina. Nejolovo palačo Babolovo so dodali do leta 1785, v 1790-ih pa je Quarenghi zgradil Aleksandrovo palačo. Leta 1809 je Luigi Rusca zgradil Granitno teraso. Leta 1817 je Stasov zgradil Triumfalni lok v spomin na rusko zmago nad francoske invazije na Rusijo. Monighetti je od 1851-1852 dodal Turško kopel.
S smrtjo Katarine Velike leta 1796 je gradnja parkov prenehala. Vasilij Stasov je obnovil škodo, ki jo je povzročil požar 1820, ki je zajel Rastrellijevo kapelo in sosednja stanovanja. V 1850-ih je Andrej Štakenšnejder strop državne sobe okrasil s štukaturnimi ornamenti in platni iz muzeja Ermitaž. Leta 1860 je Ippolito Monighetti rekonstruiral osrednje stopnišče in glavno verando.
Ko so se nemške sile po obleganju Leningrada v drugi svetovni vojni umaknile, so namerno uničile bivališče, in za seboj pustile le votlo lupino palače. Sovjetski arhivisti so uspeli dokumentirati precej notranjosti pred vojno, kar se je izkazalo za zelo pomembno pri obnovi palače, ki se je začela leta 1957, s strani državne nadzorne komisije za ohranitev spomenikov pod vodstvom Aleksandra Kedrinskega.

### Dinamika gradnje
- 1717 - Zaznamek prve palače Katarine I.
- 1742 - Prva reorganizacija v vladavini Elizabete Petrovne
- 1752 - Začetek prenove projekta - Rastrelli
- 1756 - Konec gradnje
- 1944 - Palača je uničena
- 1947 - Začetek restavratorskih del
- 2003 - Odprta je bila obnovljena Jantarna soba

## Opis
Čeprav sta neoklasicistična notranjost Stasova in Camerona odlična manifestacija okusa poznega 18. stoletja in začetka 19. stoletja, je palača najbolj znana po Rastrellijevi veliki suiti uradnih sob, ki se imenuje Zlata enfilada. Začne se pri prostorni zračni plesni dvorani, Veliki dvorani ali Dvorani luči, s spektakularno pobarvanim stropom in obsega številne izrazito okrašene manjše sobe, vključno z obnovljeno Jantarno sobo.
Velika dvorana ali Dvorana luči, kot so jo poimenovali v 18. stoletju, je formalno stanovanje v petrovskem baročnem slogu, ki ga je oblikoval Bartolomeo Rastrelli med letoma 1752 in 1756. Velika dvorana je bila namenjena pomembnejšim sprejemom, kot so plesi, svečane večerje in maškarade. Dvorana je bila poslikana v dveh barvah in zajema površino približno 1000 kvadratnih metrov. Okna na vzhodni strani zavzemajo celotno širino palače, gledajo na park, medtem ko okna zahodne strani gledajo na palačo. Zvečer se prižge 696 svetilk na približno ducatih lestencih, ki visijo v bližini ogledal. Kiparske in pozlačene rezbarije in okraski dvorane so nastali po Rastrellijevih skicah in modelih Johanna Franza Dunkerja.
Nad Veliko dvorano je jedilnica Courtiers-in-Attendance. Prostor je zasnoval Rastrelli sredi 18. stoletja. Majhna soba je osvetljena s štirimi okni, ki gledajo na formalno dvorišče. Arhitekt je postavil lažna okna z ogledali in zrcaljeno steklo na nasprotni steni, s čimer je bila videti bolj prostorna in svetla. Dvorana je okrašena v značilnem baročnem slogu. Polna je pozlačenih stenskih rezbarij, zapletenih pozlačenih kosov na vratih in okrasnih vzorcev stiliziranega cvetja. Stropno sliko je naslikal znani študent ruske šole iz sredine 18. stoletja. Temelji na grškem mitu sončnega boga Helija in boginje zore Eos.
Nasproti jedilnice Courtiers-Attendance na drugi strani glavnega stopnišča je Bela uradna jedilnica. Dvorana je bila namenjena uradnim večerjam caric ali 'večernim obrokom'. Stene jedilnice so bile okrašene z izjemno ekstravaganco s pozlačenimi rezbarijami. Oprema je sestavljena iz pozlačenih rezbarij na konzolah. Nekaj pohištva, ki ga je danes mogoče videti v sobi, je original, drugi kosi pa so reprodukcije. Naslikana freska Triumf Apolona je kopija slike, ki jo je v 16. stoletju dokončal italijanski umetnik Guido Reni.
Portretna dvorana je uradno stanovanje na 100 kvadratnih metrih. Stene sobe se ponašajo z velikimi formalnimi portreti carice Katarine I. in carice Elizabete Petrovne ter slikami Natalije Aleksejevne, sestre Petra Velikega in carice Katarine II. Intarzirana tla dvorane vsebujejo dragocen les. Risalna soba Aleksandra I. je bila zasnovana med letoma 1752 in 1756 in je pripadala carjevemu zasebnemu apartmaju. Izstopala je od preostalih formalnih prostorov v palači zaradi dejstva, da so bile stene prekrite s kitajsko svilo. Druge dekoracije v sobi so bile značilne za uradne prostore palače - stropna slika in pozlačene rezbarije. Elegantne mizice s kartami in lesene komode z intarzijo prikazujejo japonski, kitajski in berlinski porcelan.
Zelena jedilnica, ki je leta 1773 nadomestila Rastrellijev 'Viseči vrt', je prva od sob v severnem krilu Katarinine palače, ki jih je Cameron zasnoval za bodočega carja Pavla in njegovo ženo. Sobe s stenami pobarvanimi s pistacijo zeleno so obložene s štukaturnimi figurami Ivana Martosa. Med velikim požarom leta 1820 je bila soba hudo poškodovana in tako delila usodo drugih Cameronovih notranjosti. Pozneje so jo obnovili pod Stasovim vodstvom.
Ostala Cameronova notranjost vključuje Natakarjevo sobo z intarziranim podom iz šipkovega lesa, amaranta in mahagonija ter elegantnimi Chippendaleovimi mizami; modra formalna jedilnica, z belo-modro svileno tapeto in dimniki iz carrarskega marmorja; kitajska modra risalnica, zanimiva kombinacija Adamovega sloga in chinoiserie; kor preddverja s stenami, obloženimi v marelični barvi in stebrni budoar Aleksandra I., izveden v pompejskem slogu.